# Ubirajara jubatus

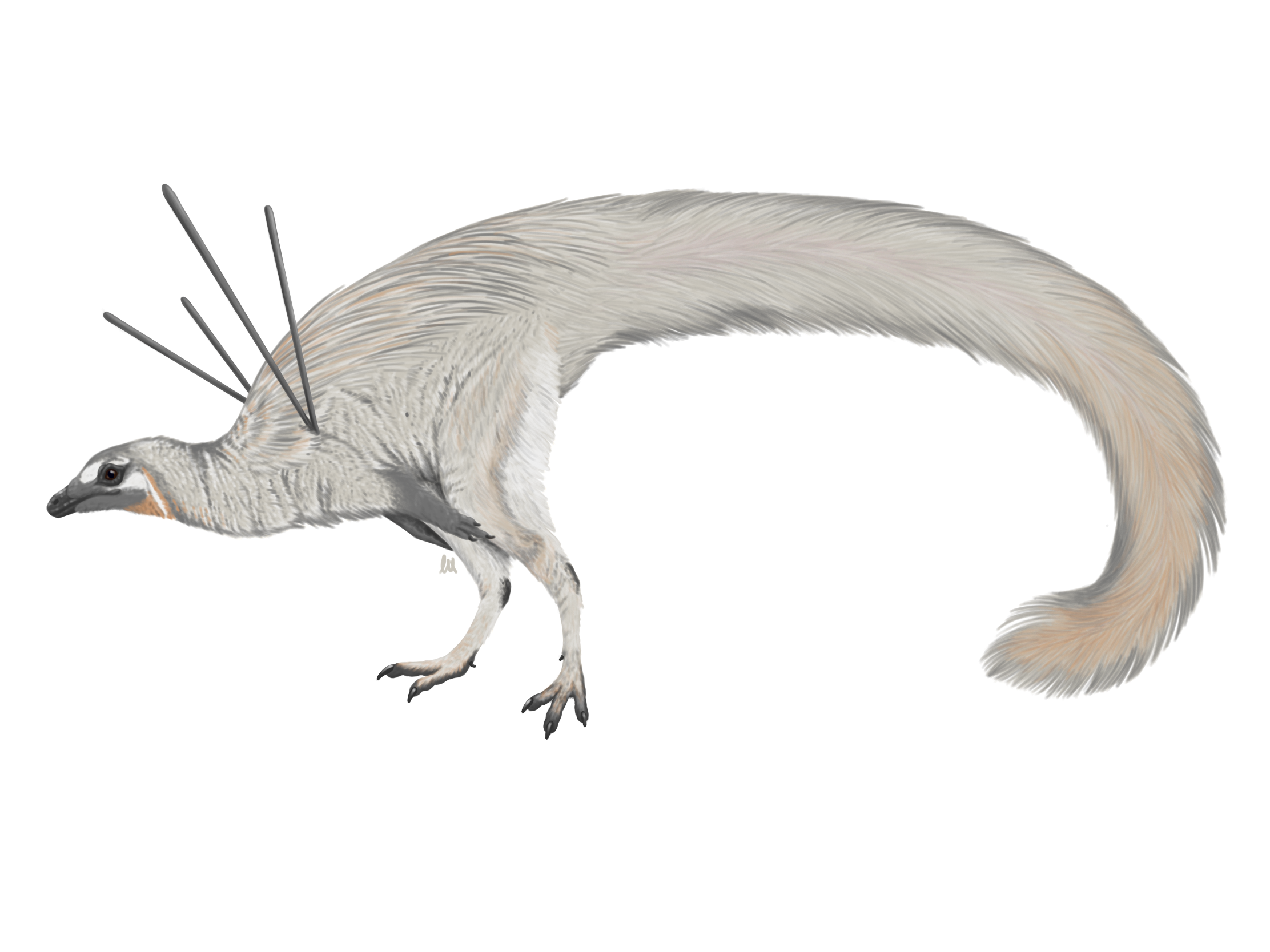
Reconstrução do dinossauro em vida

Ubirajara ("senhor da lança" em tupi antigo) é um gênero informal de dinossauro de terópode compsognatídeo que viveu durante o começo do período Cretáceo onde hoje é o Brasil.O manuscrito que o descrevia foi disponibilizado online como uma versão preliminar, mas nunca foi formalmente publicado e, consequentemente, tanto o nome genérico quanto o nome específico são inválidos e indisponíveis. É conhecido por uma única espécie, Ubirajara jubatus, recuperada da Formação Crato. Possuía uma plumagem que possivelmente se desenvolvia na região dorsal, onde formaria uma juba, e que incluía dois pares de penas ou plumas de maiores dimensões que presumivelmente saía de cada um de seus ombros. O táxon foi informalmente nomeado em 2020 em um manuscrito no prelo e agora permanentemente removido. A descrição causou controvérsia, pois o fóssil tinha sido aparentemente exportado ilegamente do Brasil. Em Julho de 2022, a Alemanha concordou em repatriar o fóssil para o Brasil após uma permissão legítima de exportação não ter sido encontrado. O nome "Ubirajara jubatus" foi removido do Zoobank em Novembro de 2022, o que implica que ele não possui qualquer signficância nomenclatural.
Esse predador viveu 110 milhões de anos atrás e provavelmente usou suas penas de ombro e juba para fins de exibição para atrair companheiras e afastar rivais.

## Descoberta e nomeação
Os trabalhadores resgataram vários fósseis de uma pedreira de giz situada entre Nova Olinda e Santana do Cariri. Em 1995, foram comprados pelo Staatliches Museum für Naturkunde Stuttgart e levados para a Alemanha depois de terem obtido uma licença de exportação. Entretanto, como o manuscrito descrevendo o fóssil e o nomeando nunca foi publicado, em 18 de Novembro de 2022, os registros do nome "Ubirajara jubatus", assim como o registro de sua "publicação", foram removidos do Zoobank, e uma revisão publicada em 2023 constatou que o nome "Ubirajara jubatus" é um nome indisponível e sem relevância nomenclatural, mas não especificamente um nomen nudum.

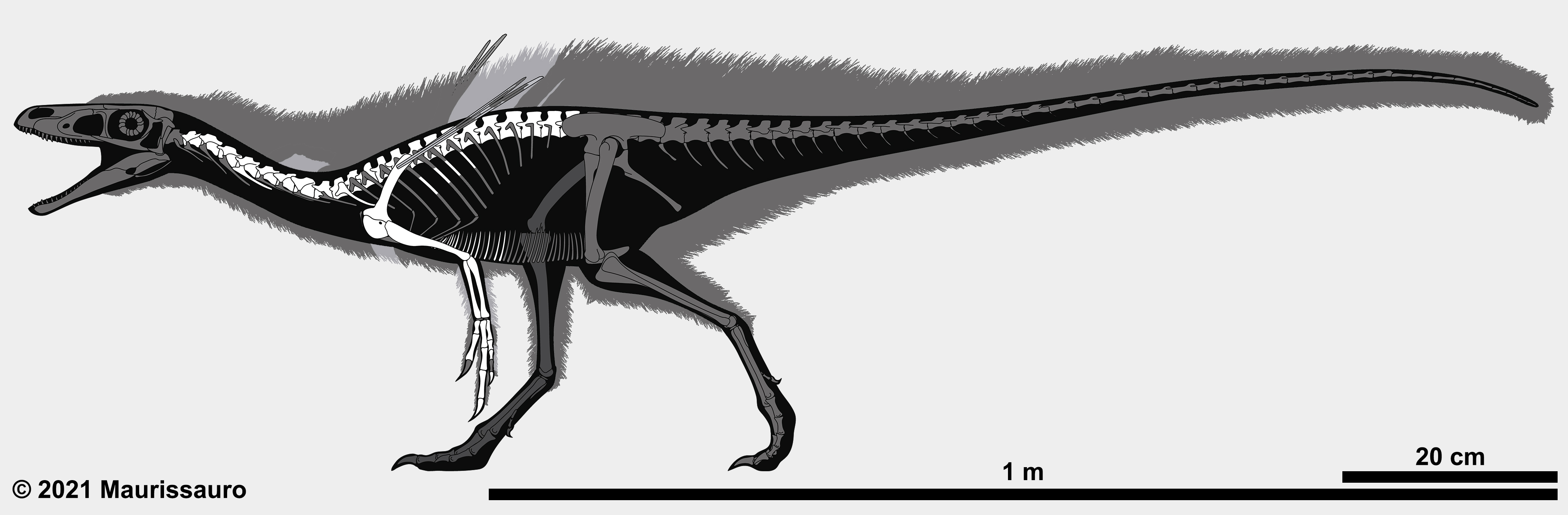
Reconstrução esqueletal do Ubirajara jubatus mostrando ossos encontrados

## Polêmica sobre a exportação
Alguns paleontólogos brasileiros desconfiados sobre a exportação suspeita do dinossauro, encabeçaram um movimento para obter esclarecimentos a respeito da retirada do material do país, entrando em contato com entidades alemãs para obter respostas. Essas manifestações encabeçadas pela Drª Aline Marcele Ghilardi (professora da UFRN ) e também o Dr. Juan Carlos Cisneros Martinez (professor na UFPI), além de Renan Bantim (da URCA), Flaviana Lima (da UFPE) e Tito Aureliano (Unicamp) ganharam também as redes sociais por meio de um intenso trabalho de divulgação científica via Twitter, Youtube, Facebook e Instagram, contando com apoio de diversos divulgadores científicos e influenciadores digitais, o que chamou atenção da mídia tradicional levando a notícia para grandes jornais de importância nacional e internacional, assim fazendo com que o público geral se conscientizasse sobre a situação e a importância da repatriação.
Assim a população se engajou na causa e por meio de pressão popular via internet, cobrou explicações das instituições alemãs envolvidas no caso. Durante as primeiras manifestações, alguns paleontólogos debatendo o assunto em uma livestream no canal do biólogo e paleontólogo Pirula, pediram para o público usar a hashtag #UbirajarabelongstoBR (criada por Aline Ghilardi no Twitter) para divulgar o caso. Essa hashtag então se tornou extremamente popular nas mídias sociais e graças ao uso dela pesquisadores e entusiastas do mundo inteiro puderam se unir e expressar suas opiniões sobre o assunto. A hashtag se tornou extremamente emblemática e passou a ser usada como um símbolo de combate ao tráfico de fósseis e ao colonialismo científico, não só no Brasil, mas também como de outras partes do mundo.
A Sociedade Brasileira de Paleontologia (SBP) investigou e declarou que a exportação do fóssil ocorreu de forma irregular, de modo que buscou obter a devolução do Ubirajara ao Brasil.

## O retorno ao Brasil
Em 2022, finalmente saiu a público a notícia de que as autoridades da Alemanha avaliaram os pedidos de repatriação e constataram de fato haver irregularidades e inconsistência de informações em torno da obtenção do fóssil. A fim de buscar preservar a reputação do Staatliches Museum für Naturkunde Stuttgart e do estado Alemão, a ministra da Ciência alemã, Theresia Bauer, recomendou que a repatriação do fóssil do  Ubirajara jubatus seja de fato realizada, devolvendo o exemplar ao país de origem.

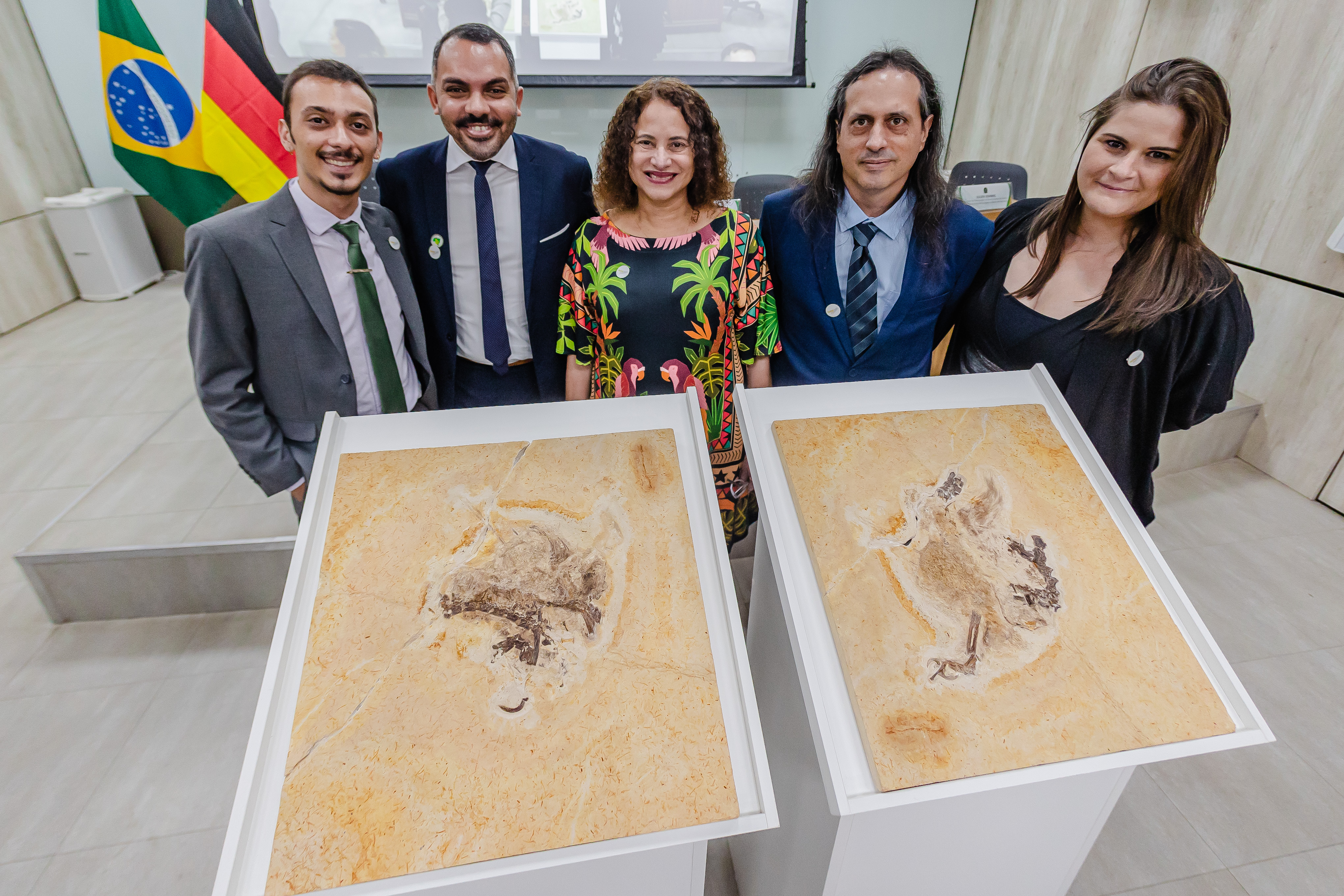
Cerimônia de repatriação do fóssil Ubirajara jubatus.

Desde agosto de 2022, o Museu de Paleontologia Plácido Cidade Nuvens, na região de Santana do Cariri era cotado como local para guarda do fóssil assim que retornasse ao país. O motivo para tal preferência é de que o fóssil originalmente pertence ao Cariri, pois foi descoberto em rochas da região, além de que o museu de Santana é referência nacional em pesquisa paleontológica, tem excelente infraestrutura para armazenamento e exposição do fóssil. O tráfico de fósseis afeta predominantemente aquela região e o retorno de Ubirajara à sua terra natal permitirá que a população local aprecie um bem cultural e científico originário da sua terra, assim fortalecendo o Ubirajara ainda mais como símbolo do combate ao comércio ilegal de fósseis.[carece de fontes?]

Depois de quase 30 anos, Ubirajara retornou ao Brasil na noite do dia 04 de junho de 2023, um domingo, e foi confirmado que ficará sob guarda do Museu de Paleontologia Plácido Cidade Nuvens, da Universidade Regional do Cariri (Urca), em Santana do Cariri, no Ceará.